# Текуамбурро
Текуамбурро (исп. Tecuamburro) — потухший вулкан, расположенный на юге Гватемалы, в департаменте Санта-Роса, в 50 км от города Гватемалы. Высота составляет 1845 м.
Сформировался в Кордильерах приблизительно 38000 лет назад в форме подковы. В кратере вулкана образовалось озеро с сильно минерализованной водой. Последняя вулканическая активность была 2900 лет назад.